# Plainfield (Illinois)
Plainfield è un comune degli Stati Uniti d'America, situato nell'Illinois, nella contea di Will.
Nel primo pomeriggio del 29 agosto 1990, Plainfield e la vicina località di Joliet sono state colpite da un tornado classificato F5 che ha causato 29 morti e decine di feriti. Tale fenomeno è stato il più intenso degli ultimi 25 anni in Illinois